# Léa Camargo
Léa Camargo Sant'anna (São Paulo, 22 de março de 1933 – São Paulo, 1 de abril de 2023) foi uma atriz, apresentadora e garota-propaganda brasileira.

## Carreira

### Na televisão
| Ano  | Título                           | Papel              | Emissora          |
| ---- | -------------------------------- | ------------------ | ----------------- |
| 1952 | Grande Teatro Tupi               | Vários Personagens | TV Tupi           |
| 1958 | Cela da Morte                    |                    | TV Tupi           |
| 1964 | É proibido amar                  | Quirina            | TV Excelsior      |
| 1965 | A Ilha dos Sonhos Perdidos       |                    | TV Excelsior      |
| 1965 | A Menina das Flores              | Madre Madalena     | TV Excelsior      |
| 1965 | Aquele que deve voltar           | Luísa              | TV Excelsior      |
| 1965 | Em Busca da Felicidade           | Ofélia             | TV Excelsior      |
| 1965 | Onde Nasce a Ilusão              | Elisa              | TV Excelsior      |
| 1966 | Abnegação                        | Magda              | TV Excelsior      |
| 1967 | Estrelas no Chão                 | Vilma              | TV Tupi           |
| 1968 | O Décimo Mandamento              |                    | TV Tupi           |
| 1969 | Nenhum Homem é Deus              |                    | TV Tupi           |
| 1969 | Super Plá                        | Maria do Carmo     | TV Tupi           |
| 1970 | Simplesmente Maria               | Fernanda           | TV Tupi           |
| 1971 | Nossa filha Gabriela             | Hortência          | TV Tupi           |
| 1972 | Camomila e Bem-me-Quer           | Adelaide           | TV Tupi           |
| 1973 | Mulheres de Areia                | Do Carmo           | TV Tupi           |
| 1974 | A Barba Azul                     | Alice              | TV Tupi           |
| 1974 | Os Inocentes                     | Iolanda            | TV Tupi           |
| 1975 | Ovelha negra                     | Mafalda            | TV Tupi           |
| 1977 | O Profeta                        | Joana              | TV Tupi           |
| 1977 | 'O Espantalho                    | Santusa            | TV Record         |
| 1979 | O Todo-Poderoso                  |                    | Rede Bandeirantes |
| 1982 | Os Imigrantes - Terceira Geração | Léa                | Rede Bandeirantes |
| 1982 | Seu Quequé                       | Dona Nicinha       | TV Cultura        |
| 1985 | Jogo do Amor                     |                    | SBT               |
| 1992 | Despedida de Solteiro            | Dala (Idalina)     | TV Globo          |
| 1996 | Anjo de Mim                      | Agripina           | TV Globo          |
| 1998 | Era uma Vez...                   | Yara               | TV Globo          |

### No cinema
| Ano  | Título             | Papel          |
| ---- | ------------------ | -------------- |
| 1953 | Luz Apagada        |                |
| 1968 | O Matador          | Camponesa      |
| 1983 | O menino arco-íris | Segunda Mulher |

## Morte
Camargo morreu no dia 1º de abril de 2023, aos 90 anos de idade, por falência de múltiplos órgãos